# الذبل (الريدة)
'

تعديل مصدري - تعديل

الذبل هي إحدى قرى عزلة الريدة وقصيعر بمديرية الريدة وقصيعر التابعة لمحافظة حضرموت، بلغ تعداد سكانها 40 نسمة حسب تعداد اليمن لعام 2004.